# High School Musical 3: Fin de curso
High School Musical 3: Senior Year, conocido en España como High School Musical 3: Fin de curso es un videojuego para la videoconsola Nintendo DS basado en la película estrenada el 24 de octubre de 2008 del mismo nombre.

## Modo de juego
El sistema de juego principal es similar al del juego japonés Osu! Tatakae! Ouendan, lanzado en occidente como Elite Beat Agents.
Tendrás que bailar y cantar durante todo el último curso, tendrás que soportar duras pruebas en forma de minijuegos hasta que se ejecute el último vals y lo más importante: ¡¿La Graduación!?

## Diferencias con¡Prepárate para el musical!
Las principales novedades respecto al juego High School Musical: ¡Prepárate para el musical! son la mejora de los gráficos y la posibilidad de escuchar las canciones en cualquier momento a través de un reproductor. 